# Оксанівка
Окса́нівка (попер. назва Флиминда, pol. Fleminda або Fleminga) — село в Україні, у Ямпільській міській громаді Могилів-Подільського району Вінницької області. Населення становить 40 осіб.
Відстань до центру громади становить близько 8 км і проходить автошляхом Т 0202.

## Назва
7 (20) листопада 1917 року, відповідно до Третього Універсалу Української Центральної Ради, увійшло до складу Української Народної Республіки.
7 червня 1946 р. село Флеминда отримало назву «Оксанівка» і Флеминдянську сільську Раду названо Оксанівською.
Свою назву — «Оксанівка» село отримало відразу після Другої світової війни на честь місцевої комуністки, Оксани Дудніцької.
Унікальність цього куточка на Вінниччині створила сама природа. Дністер робить тут виразний поворот. Від пронизливих вітрів місцину захищають високі схили, вкриті лісами урочища «Мохната». За легендою, першим тут оселився рибалка Фламунд зі своєю родиною. Ці місця, багаті на рибу та лісову дичину йому дуже сподобалися. 3відси й перша назва села — Флиминда.
Найбільш правдоподібна теорія — назва походить від молдавського прикметника flămînd — голодний

## Історія
У 1868 році в селі було 60 домів.
У 1881 році налічувало 195 мешканців, відносилось до ямпільского повіту.
У 70-80 р.р. XX ст. в селі проживало більше 400 мешканців, діяв підрозділ місцевого колгоспу, працювала молочнотоварна ферма, вівчарня, розвивалося садівництво та виноградарство. Діти відвідували дитячий садок, а в початковій школі навчалося до 50-ти дітей.
В останні два десятиліття життя в селі занепало. Зараз тут проживає 40 людей. Молодь покидає село і більше не повертається. Порожні будівлі подекуди утворили мало не вулиці. Село з тисячолітньою історією поповнило список неперспективних та більше походить на хутір. А жителі району все частіше купують ділянку у цій затишній місцевості для влаштування дачі на період відпусток. Неподалік від села розташований пункт пропуску на кордоні з Молдовою Оксанівка—Курешниця.
12 червня 2020 року, відповідно до Розпорядження Кабінету Міністрів України № 707-р «Про визначення адміністративних центрів та затвердження територій територіальних громад Вінницької області», увійшло до складу Ямпільської міської громади.
19 липня 2020 року, в результаті адміністративно-територіальної реформи та ліквідації Ямпільського району, село увійшло до складу новоутвореного Могилів-Подільського району.

## Населення
Згідно з переписом УРСР 1989 року чисельність наявного населення села становила 212 осіб, з яких 80 чоловіків та 132 жінки.
За переписом населення України 2001 року в селі мешкало 165 осіб.

### Мова
Розподіл населення за рідною мовою за даними перепису 2001 року:
| Мова       | Відсоток |
| ---------- | -------- |
| українська | 93,33 %  |
| молдовська | 5,45 %   |
| білоруська | 1,21 %   |

## Пам'ятки
Недалеко від села знаходяться залишки печерного монастиря. Згідно з легендами, скельно-печерний оборонний монастир, був заснований ченцями з Афону. Петрогліфи та графіті, зображені на стінах комплексу та у його печерах мають наукове значення. Серед сотень зображень — хрестоподібні фігури, трикутники, ромби, зображення звірів, риб, птахів. Наказом Міністерства культури та інформаційної політики від 21.08.2020 р. №2065 монастир занесено до Державного реєстру нерухомих пам'яток України.
В селі знаходиться єдиний в Україні пам'ятник річковим мідіям, які в 1946—1947 роки врятували людей від голоду. Скульптуру у формі мушлі виготовлена з білого каменя. В середині мушлі — дитя, яке символізує продовження життя. На скульптурі є напис: «Згадай, як на березі ріки зайшли дари Дністрових вод».Автори пам'ятника - львівські скульптори В.Лев,С.Грицанюк, Н.Лейкіна.
Збирали мідії не лише жителі сіл, які розташовані біля річки Дністер. Приїжджали з усіх навколишніх районів. Найбільше — з Бару, Вінниці, Гайсина, Крижополя. «Люди пухли від голоду найбільше весною 47-го. Тоді вже закінчились запаси минулорічного врожаю. Якраз на берег Дністра хвилі почали викидати небачену кількість молюсків. Беріг був вкритий ними, — згадує місцева жителька Ольга Харевська — Люди кинулись збирати ті мідії у відра та мішки. Прямо на березі розводили вогонь і варили молюски в казанках. Їли їх та пили з них юшку».